# Bictorianus
Bictorianus war ein spätantiker römischer Mosaizist (Mosaikkünstler), der im 5. Jahrhundert in der Provinz Byzacena (Tunesien) tätig war.
Er ist einzig durch ein Mosaik mit Rankenkrater und Tieren aus dem Baptisterium von Henchir Errich bei Sufetula bekannt, das er gemeinsam mit Victorinus signierte (EX OFICINA MAGI / STRI BICTORIANI / ET VICTORINI), danach betrieben die beiden gemeinsam eine Werkstatt.